# 米德韋 (伊利諾伊州富爾頓縣)
米德韋（英語：Midway）是位於美國伊利諾伊州富爾頓縣的一個鬼鎮。由於此地已於19世紀被荒廢，本地已無人居住。

## 地理
米德韋的座標為40°41′55″N 90°14′36″W / 40.69861°N 90.24333°W，而該地的平均海拔高度為186米（即610英尺）。